# Вапенвелд
Вапенвелд (нід. Wapenveld) — село в нідерландській провінції Гелдерланд. Входить до муніципалітету Герде.

## Галерея

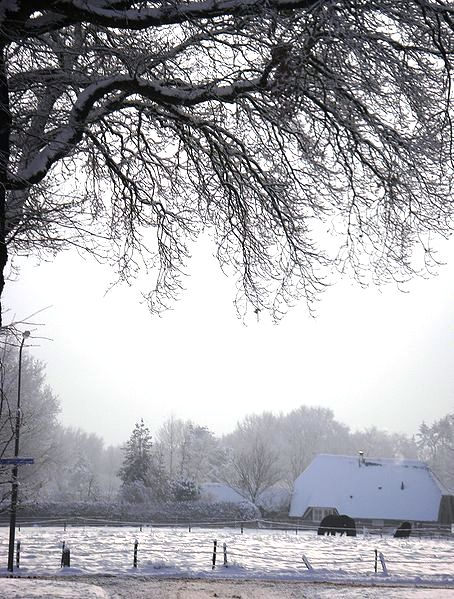
Зима у Вапенвелді
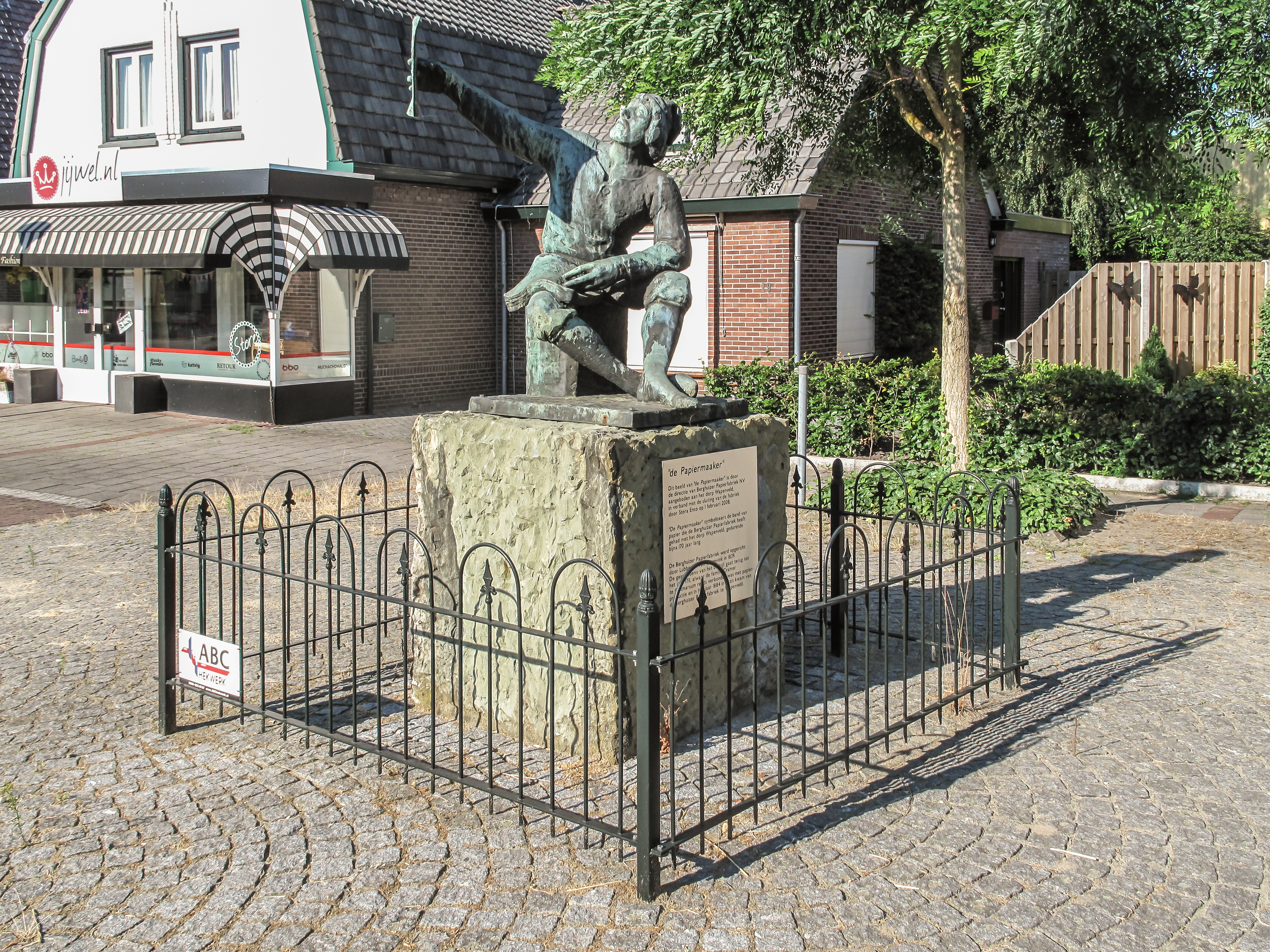
Пам'ятник у Вапенвелді
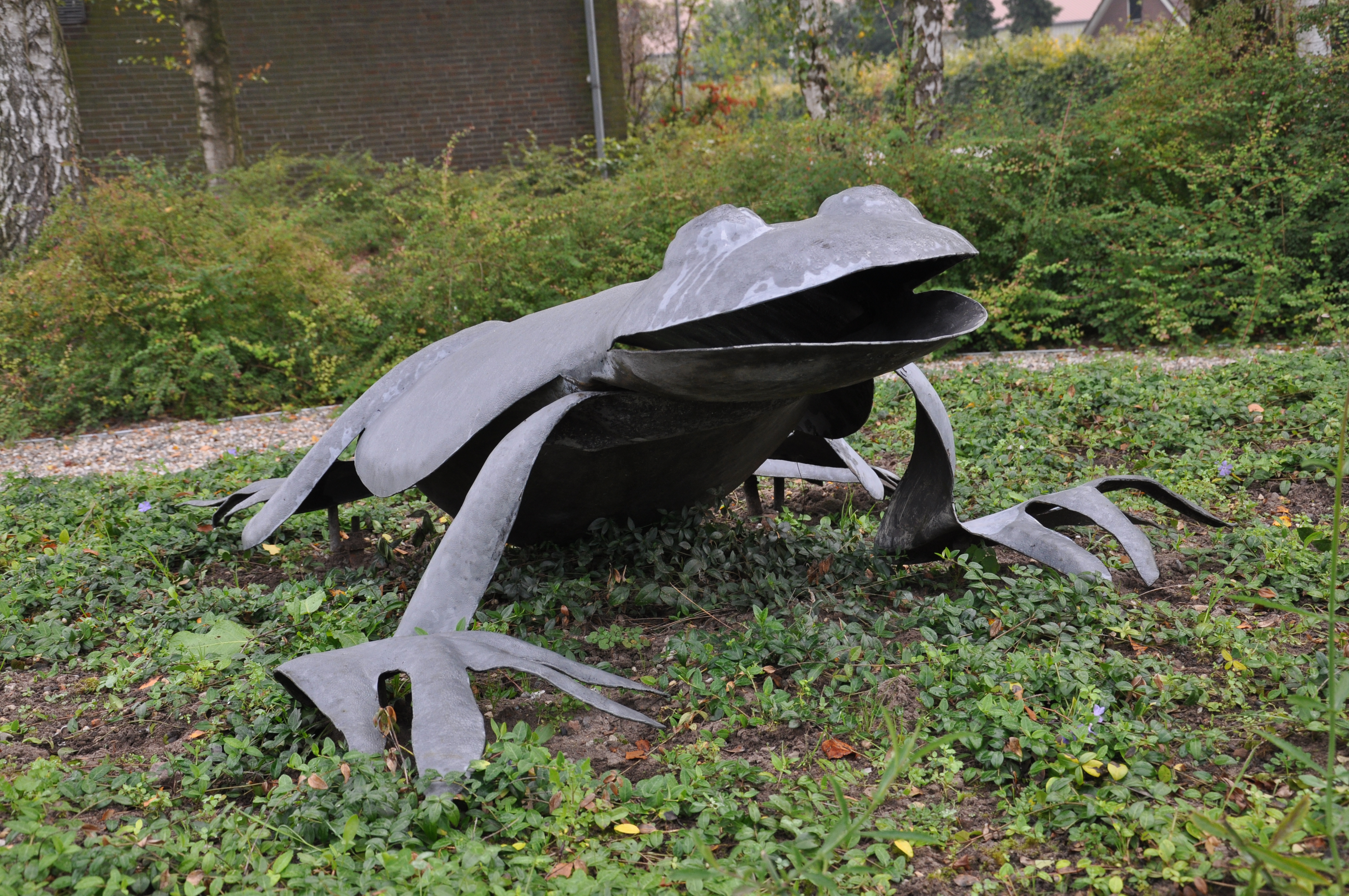
Скульптура у Вапенвелді
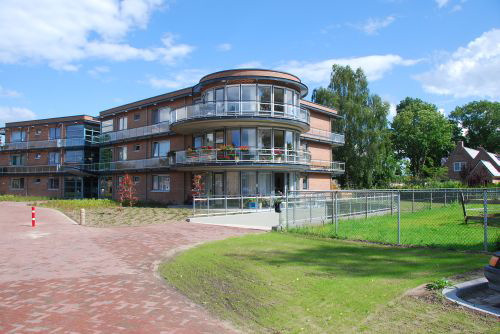
Багатоквартирний будинок